# ヴァージン・フライト
『ヴァージン・フライト』（英: The Theory of Flight）は、1998年のイギリス映画。1998年のトロント国際映画祭で上映された。

## ストーリー
公共の場で自作の人間飛行を試み、お騒がせ人間として捕まったリチャードは、裁判所によって120時間の社会奉仕活動を命じられ、運動ニューロン病によって車椅子生活を余儀なくされているジェーンの世話をすることになった。リチャードは当初は、わがままな彼女の性格に手を焼いていたが、次第に心を通わせるようになる。ある日、ジェーンは自分は余命幾許もないので処女を捨てる手伝いをしてほしいとリチャードに頼む。

## キャスト
| 役名       | 俳優                         | 日本語吹替 |
| ---------- | ---------------------------- | ---------- |
| ジェーン   | ヘレナ・ボナム＝カーター     | 深見梨加   |
| リチャード | ケネス・ブラナー             | 谷口節     |
| アン       | ジェマ・ジョーンズ           | 久保田民絵 |
| ジュリー   | ホリー・エアード             | 山像かおり |
| 判事       | グウェニス・ペティ           |            |
| ジゴロ     | レイ・スティーヴンソン       | 速水奨     |
| 農夫       | ロバート・ブリス             |            |
| 医者       | アネウリン・ヒューズ         |            |
| キャサリン | スー・ジョーンズ・デイヴィス | 宮寺智子   |